# English Amateur Billiards Championship
Die English Amateur Billiards Championship ist ein von der English Amateur Billiards Association (EABA) veranstaltetes Turnier zur Ermittlung des englischen (lange Zeit des gesamtbritischen) Meisters im English Billiards. Das Turnier wird seit 1888 ausgetragen. Rekordsieger ist Norman Dagley mit fünfzehn Titeln.

## Geschichte
Nachdem sich der Amateurbereich im English Billiards Mitte der 1880er-Jahre in einem Verband organisiert hatte, gab es Diskussion über eine Austragung einer britischen Meisterschaft. Zu einem entsprechenden Beschluss konnte man sich aber nicht durchringen. Allerdings griff der Billardtisch-Hersteller Messrs. Orme and Sons aus Manchester die Idee auf und organisierte für 1888 erstmals eine britische Meisterschaft, an der 44 Spieler aus Großbritannien und Irland teilnahmen. Die Spieler wurden in drei Qualifikationsbezirke (Schottland, Norden und Süden) eingeteilt, wobei die Qualifikanten von Schottland und Norden am Ende gegeneinander spielen mussten. Am Ende setzte sich H. A. O. Lonsdale aus dem Südbereich gegen W. D. Courtney aus dem Nordbereich durch. Danach wurde das Turnier auf eine Herausforderungsbasis umgestellt, wobei jeder Spieler gegen ein gewisses Antrittsgeld den aktuellen Titelträger herausfordern konnte. Mehrfach kam es dazu, dass mehrere Amateure gleichzeitig als Herausforderer antraten. In diesen Fällen spielten diese Herausforderer dann untereinander aus, wer gegen den Titelverteidiger antreten durfte.
In den folgenden Jahren konnte A. P. Gaskell mehrfach den Titel gewinnen, neben mehreren anderen Spielern, die in den folgenden Jahren abwechselnd Erfolge feiern konnte (insbesondere Sam Christey, Arthur Wisdom und Sidney Fry). Ab 1892 veranstaltete die Billard Association ein Konkurrenzturnier zur Meisterschaft von Orme and Sons, die im März 1892, Februar 1892 und März 1893 noch drei Ausgaben ihrer Meisterschaft veranstalteten, ehe sie sich zugunsten der Billard Association davon zurückzogen. Christey, Wisdom und Fry sowie Albert Good und Harry Virr prägten die folgenden Jahre, in denen das Turnier weiter auf Herausforderungsbasis ausgetragen wurde. Mehrfach musste allerdings im K.-o.-System ein neuer Titelträger gefunden werden, da der alte Titelverteidiger nicht antrat. So verabschiedete sich beispielsweise Anfang des neuen Jahrhunderts Sidney Fry für mehrere Jahre vom Turnier, da er es vorzog, sich seinem anderen Hobby, dem Golfsport, zu widmen. Zu den anderen regelmäßigen Teilnehmern jener Zeit gehörte auch der Radsportler Lewis Stroud sowie der Rad- und Motorsportler C. E. Jenkins. Ab 1905 wurde das Turnier vollends im K.-o.-System ausgerichtet. Die genauen Turnierregeln sorgten aber wie auch andere Sachverhalten, darunter insbesondere die Teilnahmeberechtigung mancher Spieler (hinsichtlich des Amateurstatus, bspw. bei Sam Christey), regelmäßig für Konflikte. Zu jener Zeit fand das sonst meist in England ausgetragene Turnier auch einmal in Schottland statt, die Qualifikationswettbewerben wurden meist sowieso in den betreffenden Regionen (Wales, Schottland, Irland) ausgetragen.
Die genannten Spieler prägten bis hinein in die 1920er-Jahre die Meisterschaft, in Ergänzung zu einigen anderen Spielern. Erfolgreichste Spieler der 1930er waren mit je vier Titeln Sydney Lee und Kingsley Kennerley. Nachdem der Wettbewerb im Zuge des Zweiten Weltkriegs hatte pausieren müssen, fand er ab 1946 wieder regelmäßig statt. Die ersten 20 Jahre der Nachkriegszeit prägten vor allem Leslie Driffield (sieben Titel) und Frank Edwards (fünf Titel) sowie in deutlich geringerem Umfang auch Herbert Beetham (drei Titel) und Alf Nolan (ein Titel). Ab 1965 übernahm aber Norman Dagley das Ruder, der bis zu seinem Eintritt in den Profizirkus Mitte der 1980er-Jahre fünfzehn Titel gewann und damit Rekordsieger des Turnieres ist. Sein ärgster Konkurrent war Bob Close, der immerhin auf drei Titel kam. Ab den  1990er-Jahren öffnete sich das Favoritenfeld, wobei mehrere spätere, erfolgreiche Profispieler wie Peter Gilchrist, David Causier und Lee Lagan Erfolge feiern konnte. Mit Martin Goodwill gab es einen weiteren Favoriten, der auch die 2000er-Jahre prägen sollte. Ab 2004 gesellte sich zu Goodwill Matthew Sutton. Beide Spieler wurden aber in den 2010ern von Robert Hall verdrängt, der sieben Titel sammelte, bis die Meisterschaft 2020 erstmals seit dem Zweiten Weltkrieg als Folge der COVID-19-Pandemie nicht ausgetragen werden konnte. Nachdem aus dem gleichen Grund auch 2021 pausiert werden musste, konnte bei der Rückkehr des Turnieres 2022 Martin Goodwill gewinnen. Neben der Hauptmeisterschaft gibt es auch drei Juniorenturniere (englisch British Junior English Billiards Championship; seit 1922 für die U19, seit 1949 für die U16, sowie einen Wettbewerb für die Mädchen).

## Sieger
| Datum                                                  | Hauptturnier                                      | Hauptturnier                                      | Hauptturnier                                      | U16                                               | U19                                               | Mädchen                                           |
| Datum                                                  | Sieger                                            | Ergebnis                                          | Gegner                                            | U16                                               | U19                                               | Mädchen                                           |
| ------------------------------------------------------ | ------------------------------------------------- | ------------------------------------------------- | ------------------------------------------------- | ------------------------------------------------- | ------------------------------------------------- | ------------------------------------------------- |
| März 1888                                              | H. A. O. Lonsdale                                 | 500:334                                           | W. D. Courtney                                    | keine Austragung                                  | keine Austragung                                  | keine Austragung                                  |
| Dezember 1888                                          | A. P. Gaskell                                     | 1500:1349                                         | H. A. O. Lonsdale                                 | keine Austragung                                  | keine Austragung                                  | keine Austragung                                  |
| März 1889                                              | A. P. Gaskell                                     | kl.                                               | Mr. Rackets 1                                     | keine Austragung                                  | keine Austragung                                  | keine Austragung                                  |
| Juli 1889                                              | A. P. Gaskell                                     | 1500:1278                                         | E. W. Alabone                                     | keine Austragung                                  | keine Austragung                                  | keine Austragung                                  |
| Januar 1890                                            | A. P. Gaskell                                     | 1500:1395                                         | Sidney Fry                                        | keine Austragung                                  | keine Austragung                                  | keine Austragung                                  |
| Mai 1890                                               | A. P. Gaskell                                     | 1500:805                                          | N. Defries                                        | keine Austragung                                  | keine Austragung                                  | keine Austragung                                  |
| Oktober 1890                                           | W. D. Courtney                                    | 1500:1141                                         | A. P. Gaskell                                     | keine Austragung                                  | keine Austragung                                  | keine Austragung                                  |
| Januar 1891                                            | W. D. Courtney                                    | 1500:971                                          | A. P. Gaskell                                     | keine Austragung                                  | keine Austragung                                  | keine Austragung                                  |
| April 1891                                             | A. P. Gaskell                                     | 1500:1188                                         | W. D. Courtney                                    | keine Austragung                                  | keine Austragung                                  | keine Austragung                                  |
| März 1892                                              | Arthur Wisdom                                     | 1500:1094                                         | Osbourne / Osborne                                | keine Austragung                                  | keine Austragung                                  | keine Austragung                                  |
| Mai 1892                                               | Sam Christey                                      | 1500:928                                          | Sidney Fry                                        | keine Austragung                                  | keine Austragung                                  | keine Austragung                                  |
| Januar 1893                                            | A. H. Vahid                                       | 1500:1395                                         | Sam Christey                                      | keine Austragung                                  | keine Austragung                                  | keine Austragung                                  |
| Februar 1893                                           | Arthur Wisdom                                     | 1500:852                                          | Mr. Buxton                                        | keine Austragung                                  | keine Austragung                                  | keine Austragung                                  |
| März 1893                                              | Sidney Fry                                        | 1500:1239                                         | Arthur Wisdom                                     | keine Austragung                                  | keine Austragung                                  | keine Austragung                                  |
| Mai 1894                                               | H. Mitchell                                       | 1500:1464                                         | A. Vinson                                         | keine Austragung                                  | keine Austragung                                  | keine Austragung                                  |
| Dezember 1894                                          | W. T. Maughan                                     | 1500:1202                                         | H. Mitchell                                       | keine Austragung                                  | keine Austragung                                  | keine Austragung                                  |
| 1896                                                   | Sidney Fry                                        | 1500:1430                                         | W. T. Maughan                                     | keine Austragung                                  | keine Austragung                                  | keine Austragung                                  |
| 1899                                                   | Arthur Wisdom                                     | 1500:1297                                         | Sidney Fry                                        | keine Austragung                                  | keine Austragung                                  | keine Austragung                                  |
| 1900                                                   | Sidney Fry                                        | 1500:1428                                         | Arthur Wisdom                                     | keine Austragung                                  | keine Austragung                                  | keine Austragung                                  |
| 1901                                                   | Sam Christey                                      | 1500:1305                                         | W. S. Jones                                       | keine Austragung                                  | keine Austragung                                  | keine Austragung                                  |
| Februar 1902                                           | Albert Good                                       | 2000:1689                                         | Sam Christey                                      | keine Austragung                                  | keine Austragung                                  | keine Austragung                                  |
| Oktober 1902                                           | Albert Good                                       | 2000:1669                                         | A. J. Browne                                      | keine Austragung                                  | keine Austragung                                  | keine Austragung                                  |
| März 1903                                              | Arthur Wisdom                                     | 2000:1783                                         | Albert Good                                       | keine Austragung                                  | keine Austragung                                  | keine Austragung                                  |
| Dezember 1903                                          | Sam Christey                                      | 2000:1314                                         | Charles V. Diehl                                  | keine Austragung                                  | keine Austragung                                  | keine Austragung                                  |
| 1904                                                   | Walter Lovejoy                                    | 2000:1733                                         | Albert Good                                       | keine Austragung                                  | keine Austragung                                  | keine Austragung                                  |
| 1905                                                   | Albert Good                                       | 2000:1739                                         | George Heginbottom                                | keine Austragung                                  | keine Austragung                                  | keine Austragung                                  |
| 1906                                                   | Ernest Breed                                      | 2000:1620                                         | Albert Good                                       | keine Austragung                                  | keine Austragung                                  | keine Austragung                                  |
| 1907                                                   | Harry Virr                                        | 2000:1986                                         | Jack Nugent                                       | keine Austragung                                  | keine Austragung                                  | keine Austragung                                  |
| 1908                                                   | Harry Virr                                        | 2000:1841                                         | George Heginbottom                                | keine Austragung                                  | keine Austragung                                  | keine Austragung                                  |
| 1909                                                   | Major H. L. Fleming                               | 2000:1501                                         | Harry Virr                                        | keine Austragung                                  | keine Austragung                                  | keine Austragung                                  |
| 1910                                                   | H. A. O. Lonsdale                                 | 2000:1882                                         | Major H. L. Fleming                               | keine Austragung                                  | keine Austragung                                  | keine Austragung                                  |
| 1911                                                   | Harry Virr                                        | 3000:2716                                         | Major H. L. Fleming                               | keine Austragung                                  | keine Austragung                                  | keine Austragung                                  |
| 1912                                                   | Harry Virr                                        | 3000:2993                                         | Major H. L. Fleming                               | keine Austragung                                  | keine Austragung                                  | keine Austragung                                  |
| 1913                                                   | Harry Virr                                        | 3000:1956                                         | Jack Nugent                                       | keine Austragung                                  | keine Austragung                                  | keine Austragung                                  |
| 1914                                                   | Harry Virr                                        | 3000:1962                                         | Jack Nugent                                       | keine Austragung                                  | keine Austragung                                  | keine Austragung                                  |
| 1915                                                   | Albert Good                                       | 2000:1444                                         | George Heginbottom                                | keine Austragung                                  | keine Austragung                                  | keine Austragung                                  |
| 1916                                                   | Sidney Fry                                        | 2000:1417                                         | George Heginbottom                                | keine Austragung                                  | keine Austragung                                  | keine Austragung                                  |
| 1917                                                   | J. Graham-Symes                                   | 2000:1540                                         | Sidney Fry                                        | keine Austragung                                  | keine Austragung                                  | keine Austragung                                  |
| 1918                                                   | J. Graham-Symes                                   | 2000:1121                                         | Osbourne / Osborne                                | keine Austragung                                  | keine Austragung                                  | keine Austragung                                  |
| 1919                                                   | Sidney Fry                                        | 2000:1729                                         | J. Graham-Symes                                   | keine Austragung                                  | keine Austragung                                  | keine Austragung                                  |
| 1920                                                   | Sidney Fry                                        | 3000:2488                                         | Willie Marshall                                   | keine Austragung                                  | keine Austragung                                  | keine Austragung                                  |
| 1921                                                   | Sidney Fry                                        | 3000:2591                                         | J. Graham-Symes                                   | keine Austragung                                  | keine Austragung                                  | keine Austragung                                  |
| 1922                                                   | J. Graham-Symes                                   | 3000:2661                                         | William McLeod                                    | Walter Donaldson                                  | keine Austragung                                  | keine Austragung                                  |
| 1923                                                   | William McLeod                                    | 3000:2867                                         | J. Graham-Symes                                   | Willie Leigh                                      | keine Austragung                                  | keine Austragung                                  |
| 1924                                                   | William McLeod                                    | 3000:2862                                         | J. Graham-Symes                                   | Laurie Steeples                                   | keine Austragung                                  | keine Austragung                                  |
| 1925                                                   | Sidney Fry                                        | 3000:2778                                         | Willie Marshall                                   | Sydney Lee (Apr.)                                 | keine Austragung                                  | keine Austragung                                  |
| 1925                                                   | Sidney Fry                                        | 3000:2778                                         | Willie Marshall                                   | Reggie Gartland (Dez.)                            | keine Austragung                                  | keine Austragung                                  |
| 1926                                                   | Joe Earlam                                        | 3000:1751                                         | Cecil M. Helyer                                   | Reggie Gartland                                   | keine Austragung                                  | keine Austragung                                  |
| 1927                                                   | Laurie Steeples                                   | 3000:2462                                         | Horace Coles                                      | Robert Bennett (Apr. 1928)                        | keine Austragung                                  | keine Austragung                                  |
| 1928                                                   | Arthur Wardle                                     | 3000:2189                                         | Albert Good                                       | Fred Davis                                        | keine Austragung                                  | keine Austragung                                  |
| 1929                                                   | Horace Coles                                      | 3000:2215                                         | Sydney Lee                                        | Harold Bennett                                    | keine Austragung                                  | keine Austragung                                  |
| 1930                                                   | Laurie Steeples                                   | 3000:2462                                         | Horace Coles                                      | Charles Desbottles (Jan. 1931)                    | keine Austragung                                  | keine Austragung                                  |
| 1931                                                   | Sydney Lee                                        | 3793:3134                                         | Maurice Boggin                                    | Dennis Hawkes                                     | keine Austragung                                  | keine Austragung                                  |
| 1932                                                   | Sydney Lee                                        | 4674:3508                                         | Frank Edwards                                     | Jack Wright                                       | keine Austragung                                  | keine Austragung                                  |
| 1933                                                   | Sydney Lee                                        | 4458:3237                                         | Horace Coles                                      | Willie Swinhoe                                    | keine Austragung                                  | keine Austragung                                  |
| 1934                                                   | Sydney Lee                                        | 3929:3509                                         | Frank Edwards                                     | Ronald Ballard (Mai)                              | keine Austragung                                  | keine Austragung                                  |
| 1934                                                   | Sydney Lee                                        | 3929:3509                                         | Frank Edwards                                     | Donald Cruikshank (Dez.)                          | keine Austragung                                  | keine Austragung                                  |
| 1935                                                   | Horace Coles                                      | 3707:3272                                         | Maurice Boggin                                    | Donald Cruikshank                                 | keine Austragung                                  | keine Austragung                                  |
| 1936                                                   | Joe Thompson                                      | 3179:3149                                         | Herbert Beetham                                   | Donald Cruikshank                                 | keine Austragung                                  | keine Austragung                                  |
| 1937                                                   | Kingsley Kennerley                                | 4703:3633                                         | Joe Thompson                                      | D. Curson                                         | keine Austragung                                  | keine Austragung                                  |
| 1938                                                   | Kingsley Kennerley                                | 4714:3925                                         | Joe Thompson                                      | keine Austragung                                  | keine Austragung                                  | keine Austragung                                  |
| 1939                                                   | Kingsley Kennerley                                | 4423:3264                                         | Arthur Spencer                                    | Richie Smith                                      | keine Austragung                                  | keine Austragung                                  |
| 1940                                                   | Kingsley Kennerley                                | 3931:3749                                         | Arthur Spencer                                    | Barrie Smith                                      | keine Austragung                                  | keine Austragung                                  |
| zw. 1941 und 1945 keine Austragung (Zweiter Weltkrieg) |                                                   |                                                   |                                                   |                                                   | keine Austragung                                  | keine Austragung                                  |
| 1946                                                   | Mendel Showman                                    | 3077:2539                                         | Herbert Beetham                                   | keine Austragung                                  | keine Austragung                                  | keine Austragung                                  |
| 1947                                                   | Joe Thompson                                      | 4104:3185                                         | Arthur Hibbert                                    | Rex Williams                                      | keine Austragung                                  | keine Austragung                                  |
| 1948                                                   | Joe Thompson                                      | 5202:2816                                         | Harold Terry                                      | Rex Williams                                      | keine Austragung                                  | keine Austragung                                  |
| 1949                                                   | Frank Edwards                                     | 4813:3297                                         | Joe Tregoning                                     | Marcus Owen                                       | George Toner                                      | keine Austragung                                  |
| 1950                                                   | Frank Edwards                                     | 4968:3385                                         | Joe Tregoning                                     | Emlyn Parry                                       | Rex Williams                                      | keine Austragung                                  |
| 1951                                                   | Frank Edwards                                     | 5015:3791                                         | Joe Tregoning                                     | Mark Wildman                                      | Rex Williams                                      | keine Austragung                                  |
| 1952                                                   | Leslie Driffield                                  | 2894:2793                                         | Herbert Beetham                                   | keine Austragung                                  | John Sinclair                                     | keine Austragung                                  |
| 1953                                                   | Leslie Driffield                                  | 4136:3016                                         | Frank Edwards                                     | Clive Everton                                     | Mark Wildman                                      | keine Austragung                                  |
| 1954                                                   | Leslie Driffield                                  | 4165:3030                                         | Frank Edwards                                     | Henry Burns                                       | Mark Wildman                                      | keine Austragung                                  |
| 1955                                                   | Frank Edwards                                     | 4194:3206                                         | Alf Nolan                                         | David Deakes                                      | Donald Scott                                      | keine Austragung                                  |
| 1956                                                   | Frank Edwards                                     | 3395:3327                                         | Leslie Driffield                                  | Colin Dean (Dez. 1955)                            | Clive Everton                                     | keine Austragung                                  |
| 1957                                                   | Leslie Driffield                                  | 4464:2894                                         | Frank Edwards                                     | keine Austragung                                  | Colin Myers                                       | keine Austragung                                  |
| 1958                                                   | Leslie Driffield                                  | 4483:2587                                         | Jack Wright                                       | Paddy Morgan                                      | Christopher Marks                                 | keine Austragung                                  |
| 1959                                                   | Leslie Driffield                                  | 4968:3385                                         | Herbert Beetham                                   | keine Austragung                                  | Paddy Morgan                                      | keine Austragung                                  |
| 1960                                                   | Herbert Beetham                                   | 3426:2289                                         | Reg Wright                                        | Tony Matthews                                     | David Bend                                        | keine Austragung                                  |
| 1961                                                   | Herbert Beetham                                   | 4060:2043                                         | Reg Wright                                        | Bernard Whitehead (Dez. 1960)                     | Paddy Morgan                                      | keine Austragung                                  |
| 1962                                                   | Leslie Driffield                                  | 3412:2993                                         | Herbert Beetham                                   | keine Austragung                                  | Tony Matthews                                     | keine Austragung                                  |
| 1963                                                   | Herbert Beetham                                   | 4052:2759                                         | Norman Dagley                                     | keine Austragung                                  | Tony Matthews                                     | keine Austragung                                  |
| 1964                                                   | Alf Nolan                                         | 3455:2188                                         | Leslie Driffield                                  | keine Austragung                                  | keine Austragung                                  | keine Austragung                                  |
| 1965                                                   | Norman Dagley                                     | 2983:2757                                         | Alf Nolan                                         | keine Austragung                                  | keine Austragung                                  | keine Austragung                                  |
| 1966                                                   | Norman Dagley                                     | 3018:2555                                         | Alf Nolan                                         | keine Austragung                                  | keine Austragung                                  | keine Austragung                                  |
| 1967                                                   | Leslie Driffield                                  | 3395:2328                                         | Clive Everton                                     | keine Austragung                                  | keine Austragung                                  | keine Austragung                                  |
| 1968                                                   | Mark Wildman                                      | 2652:2540                                         | Clive Everton                                     | Christopher Williamson                            | Dennis Taylor                                     | keine Austragung                                  |
| 1969                                                   | Jack Karnehm                                      | 3722:2881                                         | Mark Wildman                                      | Peter Bardsley                                    | Dave Burgess                                      | keine Austragung                                  |
| 1970                                                   | Norman Dagley                                     | 4467:2372                                         | Alf Nolan                                         | Willie Thorne                                     | John Terry                                        | keine Austragung                                  |
| 1971                                                   | Norman Dagley                                     | 3672:2019                                         | W. J. Dennison                                    | Peter Bardsley                                    | Willie Thorne                                     | keine Austragung                                  |
| 1972                                                   | Norman Dagley                                     | 3115:2469                                         | Alf Nolan                                         | Peter Bardsley                                    | Willie Thorne                                     | keine Austragung                                  |
| 1973                                                   | Norman Dagley                                     | 2804:1976                                         | Clive Everton                                     | Trevor Wells                                      | Willie Thorne                                     | keine Austragung                                  |
| 1974                                                   | Norman Dagley                                     | 2961:2677                                         | Alf Nolan                                         | Peter Allen                                       | Trevor Wells                                      | keine Austragung                                  |
| 1975                                                   | Norman Dagley                                     | 2917:2693                                         | Bob Close                                         | Steve McNamarra                                   | Eugene Hughes                                     | keine Austragung                                  |
| 1976                                                   | Bob Close                                         | 2413:2194                                         | Clive Everton                                     | David Bonney                                      | Steve Davis                                       | keine Austragung                                  |
| 1977                                                   | Bob Close                                         | 2951:2031                                         | Herbert Beetham                                   | David Bonney                                      | Ian Williamson                                    | keine Austragung                                  |
| 1978                                                   | Norman Dagley                                     | 4611:2309                                         | Bob Close                                         | Kevin Walsh                                       | Ian Williamson                                    | keine Austragung                                  |
| 1979                                                   | Norman Dagley                                     | 3311:1549                                         | Ken Shirley                                       | Tony Pyle                                         | Mick Garvey                                       | keine Austragung                                  |
| 1980                                                   | Norman Dagley                                     | 2825:2172                                         | Clive Everton                                     | Kevin Walsh                                       | Geoff Charville                                   | keine Austragung                                  |
| 1981                                                   | Norman Dagley                                     | 3805:2190                                         | Bob Close                                         | David Presgrave                                   | Shaun Hawkins                                     | keine Austragung                                  |
| 1982                                                   | Norman Dagley                                     | 4208:2169                                         | Bob Close                                         | Stephen Naisby                                    | Robert Marshall                                   | keine Austragung                                  |
| 1983                                                   | Norman Dagley                                     | 3503:1586                                         | Bob Close                                         | Peter Gilchrist                                   | Stephen Naisby                                    | keine Austragung                                  |
| 1984                                                   | Norman Dagley                                     | 3412:1757                                         | Bob Close                                         | Chris Rowntree                                    | Stephen Naisby                                    | keine Austragung                                  |
| 1985                                                   | Bob Close                                         | 2493:2060                                         | Ken Shirley                                       | Mike Russell                                      | Stephen Naisby                                    | keine Austragung                                  |
| 1986                                                   | Ken Shirley                                       | 3:1 2                                             | Mike Russell                                      | Lee Connor                                        | Mike Russell                                      | keine Austragung                                  |
| 1987                                                   | David Edwards                                     | 2427:2224                                         | Peter Gilchrist                                   | Rod Lawler                                        | Mike Russell                                      | keine Austragung                                  |
| 1988                                                   | Peter Gilchrist                                   | 3379:1954                                         | David Edwards                                     | Sacha Journett                                    | Mike Stocks                                       | keine Austragung                                  |
| 1989                                                   | David Edwards                                     | 2791:2345                                         | Peter Shelley                                     | Lee Cuthbert                                      | Glen Cromack                                      | keine Austragung                                  |
| 1990                                                   | Martin Goodwill                                   | 2371:1337                                         | Peter Shelley                                     | Lee Lagan                                         | Mike Dunn                                         | keine Austragung                                  |
| 1991                                                   | Martin Goodwill                                   | 2357:1380                                         | Stephen Crosland                                  | Michael Westthorp                                 | David Causier                                     | keine Austragung                                  |
| 1992                                                   | David Causier                                     | 3259:2072                                         | Dennis Watson                                     | keine Austragung                                  | Lee Lagan                                         | keine Austragung                                  |
| 1993                                                   | David Causier                                     | 1179:1028                                         | Martin Goodwill                                   | Chris Shutt                                       | Michael Westthorp                                 | keine Austragung                                  |
| 1994                                                   | Martin Goodwill                                   | 1227:1105                                         | David Causier                                     | Alan Scott                                        | Lee Lagan                                         | keine Austragung                                  |
| 1995                                                   | David Causier                                     | 1783:1568                                         | Chris Shutt                                       | Chris Brunskill                                   | Chris Shutt                                       | keine Austragung                                  |
| 1996                                                   | Chris Shutt                                       | 1609:938                                          | Terry Ward                                        | Dean Bavister                                     | Chris Shutt                                       | keine Austragung                                  |
| 1997                                                   | Paul Bennett                                      | 1013:897                                          | Terry Ward                                        | Robin Wilson                                      | Robin Wilson                                      | keine Austragung                                  |
| 1998                                                   | Paul Bennett                                      | 1312:696                                          | Neal Rewhorn                                      | Matthew Sutton                                    | Robin Wilson                                      | keine Austragung                                  |
| 1999                                                   | Lee Lagan                                         | 1658:963                                          | Phillip Welham                                    | Robin Wilson                                      | Matthew Sutton                                    | keine Austragung                                  |
| 2000                                                   | Phillip Welham                                    | 1157:930                                          | Peter Shelley                                     | Peter Gamblin                                     | Robin Wilson                                      | keine Austragung                                  |
| 2001                                                   | Lee Lagan                                         | 1536:864                                          | Darren Kell                                       | Peter Gamblin                                     | Robin Wilson                                      | keine Austragung                                  |
| 2002                                                   | Lee Lagan                                         | 1445:1102                                         | Stephen Crosland                                  | Michael Donnelly                                  | Robin Wilson                                      | keine Austragung                                  |
| 2003                                                   | Tony James                                        | 899:694                                           | Matthew Sutton                                    | Jamie Edwards                                     | Dominic Mulhall                                   | keine Austragung                                  |
| 2004                                                   | Matthew Sutton                                    | 971:637                                           | Phil Mumford                                      | Dominic Mulhall                                   | Billy Bousfield                                   | keine Austragung                                  |
| 2005                                                   | Phillip Welham                                    | 1421:854                                          | Peter Shelley                                     | Darren Cook                                       | Dominic Mulhall                                   | keine Austragung                                  |
| 2006                                                   | Martin Goodwill                                   | 1055:618                                          | Matthew Sutton                                    | Darren Cook                                       | Dominic Mulhall                                   | keine Austragung                                  |
| 2007                                                   | Matthew Sutton                                    | 1001:587                                          | Martin Goodwill                                   | James Halpin                                      | Dominic Mulhall                                   | keine Austragung                                  |
| 2008                                                   | Martin Goodwill                                   | 1463:561                                          | Robert Hall                                       | Ryan Clark                                        | Ryan Clark                                        | keine Austragung                                  |
| 2009                                                   | Martin Goodwill                                   | 1025:836                                          | Robert Hall                                       | Aaron Hatton                                      | Darren Cook                                       | Danielle Maud                                     |
| 2010                                                   | Matthew Sutton                                    | 838:719                                           | Martin Goodwill                                   | Aaron Hatton                                      | Aaron Hatton                                      | Hannah Jones                                      |
| 2011                                                   | Matthew Sutton                                    | 1196:534                                          | Robert Hall                                       | Aaron Hatton                                      | Aaron Hatton                                      | Hannah Jones                                      |
| 2012                                                   | Robert Hall                                       | unbekannt 3                                       | unbekannt 3                                       | Sam Betts                                         | Aaron Hatton                                      | Hannah Jones                                      |
| 2013                                                   | Matthew Sutton                                    | unbekannt 3                                       | unbekannt 3                                       | James Eyre                                        | George Pragnall                                   | Hannah Jones                                      |
| 2014                                                   | Robert Hall                                       | 1425:769                                          | Phil Mumford                                      | Jack Easter                                       | Mathew Lyon                                       | Rochy Woods                                       |
| 2015                                                   | Robert Hall                                       | unbekannt                                         | Phil Mumford                                      | Reggie Edwards                                    | Mathew Lyon                                       | Rochy Woods                                       |
| 2016                                                   | Robert Hall                                       | 1480:813                                          | Phillip Welham                                    | Nathan Boughen                                    | Jack Easter                                       | Rochy Woods                                       |
| 2017                                                   | Robert Hall                                       | unbekannt                                         | Phil Mumford                                      | Finley Brown                                      | Harry Cobold                                      | Rochy Woods                                       |
| 2018                                                   | Robert Hall                                       | 1531:657                                          | Darren Kell                                       | Callum Wilson-West                                | Nathan Boughen                                    | Hannah Greeno                                     |
| 2019                                                   | Robert Hall                                       | 1174:666                                          | Darren Kell                                       | Finlay Brown                                      | Nathan Boughen                                    | Hannah Greeno                                     |
| 2020                                                   | Abbruch bzw. keine Austragung (COVID-19-Pandemie) | Abbruch bzw. keine Austragung (COVID-19-Pandemie) | Abbruch bzw. keine Austragung (COVID-19-Pandemie) | Abbruch bzw. keine Austragung (COVID-19-Pandemie) | Abbruch bzw. keine Austragung (COVID-19-Pandemie) | Abbruch bzw. keine Austragung (COVID-19-Pandemie) |
| 2021                                                   | keine Austragung                                  | keine Austragung                                  | keine Austragung                                  | Harry Grimmett                                    | Finlay Brown                                      | Lexie Greeno                                      |
| 2022                                                   | Martin Goodwill                                   | 797:225                                           | Mark Hatton                                       | William Thomson                                   | Harry Grimmett                                    | Bella Stowell                                     |